# Shalaya Valenzuela
Shalaya Valenzuela, född 12 juni 1999, är en kanadensisk rugbyspelare. Hon ingick i det kanadensiska lag som tog silver i sjumannarugby vid OS 2024 i Paris.